# Primo Filmes
A Primo Filmes é uma produtora independente brasileira, responsável por filmes reconhecidos internacionalmente, como O Cheiro do Ralo, dirigido por Heitor Dhalia,inspirado na obra de Lourenço Mutarelli e Fabricando Tom Zé, de Décio Matos Junior.

## Histórico
Criada em 2006, a Primo Filmes é uma produtora de cinema, TV e desenvolvimento de conteúdo publicitário, que, em pouco tempo de atuação, já produziu obras premiadas e conquistou o seu espaço no cenário cinematográfico brasileiro.
A estreia no circuito comercial de cinema aconteceu em 2007 com o lançamento do longa-metragem O Cheiro do Ralo, dirigido por Heitor Dhalia e protagonizado por Selton Mello. Bem recebido tanto pela crítica quanto pelo público, o filme rendeu diversos prêmios, sendo vencedor da Mostra Internacional de Cinema em São Paulo e selecionado para o Festival de Sundance. Na mesma época, foi premiada pelos documentários Fabricando Tom Zé, eleito melhor documentário da Mostra Internacional de Cinema em São Paulo e melhor filme, segundo júri popular, no Festival do Rio, e Elevado 3.5, vencedor do festival É Tudo Verdade.
Em 2010 lançou o longa Rio Sex Comedy, uma produção franco-brasileira dirigida por Jonathan Nossiter, com Bill Pullman e Charlotte Rampling no elenco
Entre as produções para a TV, estão a série No Estranho Planeta dos Seres Audiovisuais, criada por Cao Hamburger e exibida pelo Canal Futura, Trago Comigo, de Tata Amaral, com Carlos Alberto Riccelli e Georgina Castro, exibida pela TV Cultura, e o reality show Temporada de Moda Capricho, primeira produção nacional da Turner International em parceria com a revista Capricho, da editora Abril, exibida no canal Boomerang.
A Primo também gera conteúdo para o mercado publicitário, mas com um grande diferencial: o toque cinematográfico de suas produções. Entre os trabalhos finalizados, está o documentário “Believe”, da IBM, comerciais da marca Neosaldina, e o filme institucional “Se Beber, Não Dirija”, da Ambev. Possui ainda, em sua cartela de clientes, o Instituto Millenium, o Mundofox, Fiat e a Philips, entre outros.
Atualmente, entre os projetos em andamento, estão o lançamento do documentário A Raça Síntese de Joãosinho Trinta, a produção de Trinta, longa-metragem de Paulo Machline sobre o primeiro carnaval de Joãosinho Trinta e A Montanha, longa-metragem produzido pela 1º vez através de uma parceria Brasil-Itália.

## Filmes Produzidos
- Hoje (2011) - co-produtora
- Ela Sonhou Que Eu Morri (2011)
- Tucupi à Francesa (2011)
- O Olho da Pedra (2010) - Interprograma
- Rio Sex Comedy (2010) - co-produtora
- A Raça Síntese de Joãosinho Trinta (2009)
- O Nome do Gato (2009) - curta-metragem
- Coda (2008) - curta-metragem
- Cotidiano (2008) - curta-metragem
- Elevado 3.5 (2007)
- Fabricando Tom Zé (2006)
- O Cheiro do Ralo (2006)

## Série para TV
- Conexão Direta (2010) - 1º Temporada
- Trago Comigo (2009)
- Temporada de Moda Capricho (2009)  - 1º Temporada
- No Estranho Planeta dos Seres Audiovisuais (2008)
- Que Monstro te Mordeu? (2014)

## Ligações Externas
Site Oficial